# ケフェウス座9番星
ケフェウス座9番星（ケフェウスざ9ばんせい、9 Cephei）は、ケフェウス座の変光星である。
1967年にはくちょう座アルファ型変光星に分類され、ケフェウス座V337と名付けられた。4.69から4.78等級の間で不規則に光度が変化する。ヒッパルコスによる測光観測で、0.56等級の振幅が示されたが、周期は見られなかった。
ケフェウス座9番星は、ケフェウス座南部に1000パーセクに渡って広がる重い恒星の集まりであるケフェウス座OB2アソシエーションの1つと考えられている。
物理的性質の計算は、ほぼ同じ観測データを用いたとしても、基づくモデルによって非常に広範な値を取る。CMFGENモデルを用いると、温度18,000 K、半径40 R☉、光度151,000 L☉、質量21 M☉と計算される。一方FASTWINDモデルを用いると、温度19,200 K、半径32 R☉、光度129,000 L☉、質量12 M☉と計算される。